# Bethel Park
Bethel Park é um distrito localizado no estado norte-americano da Pensilvânia, no Condado de Allegheny.

## Demografia
Segundo o censo norte-americano de 2000, a sua população era de 33.556 habitantes. 
Em 2006, foi estimada uma população de 31.891, um decréscimo de 1665 (-5.0%).

## Geografia
De acordo com o United States Census Bureau tem uma área de 30,3 km², dos quais 30,3 km² cobertos por terra e 0,0 km² cobertos por água.

## Localidades na vizinhança
O diagrama seguinte representa as localidades num raio de 8 km ao redor de Bethel Park. 